# おおさかパワーワイド ちゃらんぽらんの元気もってこい!
『おおさかパワーワイド ちゃらんぽらんの元気もってこい!』（おおさかパワーワイド ちゃらんぽらんのげんきもってこい）は、1999年8月から2003年9月27日までラジオ大阪で放送されていたバラエティ番組である。それ以前にも1999年4月10日から同年7月まで『おおさかパワーワイド 元気もってこい!』と題して放送されていたが、担当パーソナリティの交代に伴い改題した。

## 放送日時
いずれも日本標準時。
- 土曜 14:00 - 16:30 （1999年4月10日 - 2000年9月30日） - 途中、1999年8月に改題リニューアル。
- 土曜 15:00 - 16:30 （2000年10月7日 - 2002年[要検証 – ノート]）
- 土曜 15:00 - 17:00 （2002年[要検証 – ノート] - 2003年9月27日） - 2003年1月以降、毎月第3週は『小泉総理 ラジオで語る』（ニッポン放送制作）が編成される為、16:50までの放送に短縮された。

## 出演者

### 『おおさかパワーワイド　元気もってこい!』 時代
- 加藤万里子[1]（フリーアナウンサー） - パーソナリティ。産休を取って4か月で降板。
- 月替わりのコメンテーター[1]

### 『ちゃらんぽらんの元気もってこい!』時代
- ちゃらんぽらん（大西浩仁・冨好真）- パーソナリティ。
- 高岡美樹 - アシスタント。
- 桂文春 - 中継リポーター。当初は桂文時と名乗っていたが[2]、2000年に改名。
- ショウショウ - 中継リポーター。主にミドリ電化の店舗からの中継を担当。

## タイムテーブル（2000年秋）

### 15時台
- 15:00～　オープニングトーク
  - 高岡美樹の｢おおさかパワーワイド！｣というコールの後、ちゃらんぽらんの2人が｢ちゃらんぽらんの！｣と続き、3人揃って｢元気もってこーい！｣とタイトルコールする。
  - その後、主にちゃらんぽらんの1週間の動向を中心に15～20分程度のフリートークが展開される。
- 15:20頃～　｢ミドリを探して1万円をゲット｣
  - お笑いコンビのショウショウが、家電量販店ミドリ電化のある店舗から中継。どこの店舗にいるかをリスナーに当てさせる。リスナーは直接その店舗に駆けつけ、予め設定した｢合言葉｣やパフォーマンスを実行すれば、その場で現金1万円を手にすることができる。この時間帯は、その手掛かりとなるヒントや合言葉などを発表する。
  - ｢中途半端じゃないコーナー！ミドリを探して1万円をゲットー！｣という高岡美樹のタイトルコールとともにミッション・イッポッシブルのテーマが流れ、｢今、●●（店舗数）店舗あるミドリ電化。このミドリ電化のどこかのお店に、モノマネでお馴染みのショウショウさんがいます。でも、どこに行っているかはラジオをお聴きの皆さんにはヒミツ。今から、そのミドリ電化の場所が少しずつ分かるヒントをショウショウのお二人が出していきます。『あそこのミドリ電化や！分かったー！』と思ったら、すぐそのミドリ電化に走って行って合言葉を言って下さい。最初にショウショウさんを見つけて合言葉を言った人に、その場で現金1万円を差し上げるという、中途半端じゃないコーナーでーす！｣という決まり文句が続き、スタジオからショウショウに呼び掛けをする。
- 15:30頃～　大阪新聞ニュース・天気予報・ラジオ大阪交通情報
- 15:35頃～　｢ミドリを探して1万円をゲット｣（続報）
  - 再びミドリ電化にいるショウショウと中継をつなぎ、リスナーが駆けつけているか様子を聞く。駆けつけている場合は、合言葉やパフォーマンスを実行してもらう。正しく実行できれば、その場で1万円を贈呈する。その後、当該店舗の店長にインタビューする。
- 15:45頃～　桂文春の中継コーナー
  - 落語家の桂文春が出先から中継するコーナー。ここでは、コーナー名やジングル、タイトルコールなどは特にない。この時間帯は、当日16時台の中継場所の紹介やスタジオとの掛け合いに留まる。
  - 桂文春が訪問先でリポートやインタビューをするのが基本だが、スタジオのちゃらんぽらんから指令を受けて、それを実行するという時期もあった。
  - ｢テレマート・ラジオショッピング｣が、当コーナーの前に挿入された時期もあった。

### 16時台
- 16:00すぎ～　｢これが漫才だ｣
  - 上方の漫才師が漫才を披露。予めホールで収録したものを放送。
- 16:10頃～　ラジオ大阪交通情報
- 16:15頃～　フリートーク
  - ちゃらんぽらんが、芸能、スポーツを中心にフリートーク。
- 16:30頃～　｢桂文春の突撃 駅前レポート｣
  - 桂文春の中継コーナー。コーナー名の｢駅前｣部分には地名が入る場合もあった。文春がリポートやインタビュー、指令を行う。2000年9月23日までは｢商店街突撃レポート｣というコーナー名だった。
- 16:40頃～　｢山本麗子の信州って、いつもおいしいね｣
  - 料理研究家の山本麗子が信州の食材を使った料理を紹介する。ちゃらんぽらんらの出演はない。
- 16:45頃～　｢ちゃらんぽらんクイズ｣
  - 簡単な3択クイズに答えると(応募はハガキによる)、抽選でミドリ電化からのプレゼントが当たる。プレゼントは、石油ファンヒーター、餅つき機などの電化製品のほか、番組特製目覚まし時計やステッカーなどがあった。
  - 当選者の氏名を読み上げるごとに、大西浩仁が太鼓を打ち鳴らす。発表が終わると、ファンファーレの代わりに冨吉真がアカペラでプロ野球のヒッティングマーチなどを奏でる。
- 16:50頃～16:58　エンディングトーク
  - エンディングのスタジオトークのほか、再び桂文春に中継をつないで次週の中継場所をルーレットで決めたり、帰社したショウショウとのトークもある。また、上記クイズ以外の番組プレゼントの当選者発表もここで行い、ここでも冨吉真がアカペラでファンファーレを奏でる。

## エピソード
「おおさかパワーワイド 元気もってこい!」時代は大阪の商店街や地元企業を紹介していた。　
ちゃらんぽらんは当時「ちゅ〜と半端やなぁ〜」のギャグで再ブレイクを果たしたが、番組起用2回目の放送でリスナーから送られてきたFAXのお便りはわずか4枚であった。そのため、ちゃらんぽらんは翌週の放送や1999年10月最初の放送などで「今日から始まった新番組です」と吹聴するも、その後もしばらくは番組に送られてくるはがきの量も厚さにして5ミリ以下の状態が続いた。
2000年9月30日の生放送には、ラジオ大阪東京支社のスタジオを使用している。
高岡は当番組の終了後も、ラジオパーソナリティとしてラジオ大阪で数々の生ワイド番組を担当。2020年3月30日から担当している『Hit&Hit!』（平日午後の生ワイド番組）の月曜分には、2022年4月2日放送分から、冨好が「ちゃらんぽらん冨好」という名義で高岡のパートナーを務めている。高岡と冨好がラジオ大阪の番組で共演することは、『ちゃらんぽらんの元気もってこい!』の終了以来18年振りである。

## 関連CD
- 三人ぽっちの天下茶屋（桂文春、ショウショウ / 2000年）